# Сибір (Кірово-Чепецький район)
Сибі́р (рос. Сибирь) — присілок у складі Кірово-Чепецького району Кіровської області, Росія. Входить до складу Пасеговського сільського поселення.
Населення становить 28 осіб (2010, 29 у 2002).
Національний склад станом на 2002 рік — росіяни 100 %.